# Parazoanthus dichroicus
Parazoanthus dichroicus is een Zoanthideasoort uit de familie van de Parazoanthidae. De wetenschappelijke naam van de soort is voor het eerst geldig gepubliceerd in 1891 door Haddon A.C. & Shackleton A.M..